# Стоунвуд (Західна Вірджинія)
Стоунвуд (англ. Stonewood) — місто (англ. city) в США, в окрузі Гаррісон штату Західна Вірджинія. Населення — 1798 осіб (2020).

## Географія
Стоунвуд розташований за координатами 39°15′0″ пн. ш. 80°18′20″ зх. д. / 39.25000° пн. ш. 80.30556° зх. д. (39.250122, -80.305443).  За даними Бюро перепису населення США в 2010 році місто мало площу 2,20 км², уся площа — суходіл.

## Демографія
Згідно з переписом 2010 року, у місті мешкало 1806 осіб у 819 домогосподарствах у складі 494 родин. Густота населення становила 820 осіб/км².  Було 890 помешкань (404/км²).
Расовий склад населення:
| - 95,8 % — білих - 1,8 % — чорних або афроамериканців - 0,3 % — азіатів - 0,2 % — корінних американців - 0,1 % — вихідців з тихоокеанських островів |

До двох чи більше рас належало 1,6 %. Частка іспаномовних становила 1,9 % від усіх жителів.
За віковим діапазоном населення розподілялося таким чином: 18,2 % — особи молодші 18 років, 61,5 % — особи у віці 18—64 років, 20,3 % — особи у віці 65 років та старші. Медіана віку мешканця становила 45,6 року. На 100 осіб жіночої статі у місті припадало 88,7 чоловіків;  на 100 жінок у віці від 18 років та старших — 86,4 чоловіків також старших 18 років.
Середній дохід на одне домашнє господарство  становив 52 601 долар США (медіана — 45 000), а середній дохід на одну сім'ю — 59 020 доларів (медіана — 49 125). Медіана доходів становила 41 875 доларів для чоловіків та 35 057 доларів для жінок. За межею бідності перебувало 22,0 % осіб, у тому числі 37,1 % дітей у віці до 18 років та 6,6 % осіб у віці 65 років та старших.
Цивільне працевлаштоване населення становило 824 особи. Основні галузі зайнятості: освіта, охорона здоров'я та соціальна допомога — 43,7 %, мистецтво, розваги та відпочинок — 10,1 %, транспорт — 6,8 %, публічна адміністрація — 6,2 %.